# Alice in Wonderland (film 1915)
Alice in Wonderland è un film muto del 1915 diretto da W.W. Young.
Una delle prime versioni cinematografiche tratte dai romanzi di Lewis Carroll; il film aveva come protagonista Viola Savoy. Nata nel 1899 a Brooklyn, l'attrice interpretò sullo schermo solo questo ruolo insieme a un altro film, The Spendthrift.

## Trama
Alice, recatasi a un picnic con la sorella, mentre quest'ultima legge ad alta voce vicino a un ruscello, si mette a sonnecchiare. In sogno, Alice è condotta dal coniglio bianco nel paese delle meraviglie dove la ragazza vivrà una serie di avventure: incontrerà un bruco che fuma il narghilè, la duchessa, Panco Pinco e Pinco Panco, lo Stregatto. Giocherà a croquet con il re e la regina di cuori usando come mazza un fenicottero e vedrà eseguire la quadriglia da trichechi e aragoste. Dopo essere stata chiamata come testimone a un processo che potrebbe finire con una condanna capitale, lei si rifiuta di testimoniare dichiarando che tutti i partecipanti non sono altro che un mazzo di carte da gioco. Mentre la scena svanisce, Alice si risveglia vicino al ruscello e vede lì vicino un coniglio bianco.

## Produzione
Il film fu prodotto dall'American Film Manufacturing Company e dalla Nonpareil Feature Film Corp.

## Distribuzione
Distribuito dalla Nonpareil Feature Film Corp., uscì nelle sale cinematografiche USA il 19 gennaio 1915. Nel 1924, ne venne fatta una riedizione distribuita negli Stati Uniti dall'American Motion Picture Corporation.
La pellicola, ancora esistente in una copia in 16mm, è stata riversata in DVD nel 2002 dalla Grapevine Video che l'ha messa sul mercato insieme a Aladdin and the Wonderful Lamp di Chester e Sidney A. Franklin. Sottotitolato in inglese, il film è accompagnato da un commento musicale.